# 普朗克溫度
普朗克溫度，以德國物理學家馬克斯·普朗克命名，是溫度的單位，簡記為{\displaystyle T_{P}}。它属于自然單位制中的普朗克單位，在該單位制下，普朗克溫度被定為{\displaystyle 1}，絕對零度被定爲{\displaystyle 0}。舉例來説，{\displaystyle 0\,^{\circ }\mathrm {C} =273.15\,\mathrm {K} =1.9279\times 10^{-30}\,T_{P}}。根據標準宇宙學模型，普朗克溫度是溫度的基礎上限，在這溫度下，現代科學理論失效，而目前還沒有被接受的量子重力理論來做解釋。據現時的物理宇宙學，普朗克溫度是宇宙在大爆炸第一個瞬間（第一個單位普朗克時間）的溫度。

## 定義
{\displaystyle T_{P}={\frac {m_{P}c^{2}}{k}}={\sqrt {\frac {\hbar c^{5}}{Gk^{2}}}}=}
1.416808(33) × 1032 K
其中：
{\displaystyle m_{\scriptscriptstyle P}}為普朗克質量，
{\displaystyle c}為真空中的光速，
{\displaystyle \hbar }為約化普朗克常數（又稱狄拉克常數），
{\displaystyle k}為玻爾茲曼常數，
{\displaystyle G}為萬有引力常數，
括號內的兩位數為最後兩位不確定性（標準差）。

## 意義
根據我們當前所理解的，普朗克溫度如同大多數普朗克單位一樣，是量子理論和引力結合的一個基礎極限。換句話説，一個物體發出的光的波長可以根據它的溫度來計算。如果一個物體的溫度達到了普朗克溫度，那麽它所釋放出的輻射的波長便是一個普朗克長度，此時量子引力效應便會介入。假設體系溫度達到或超過普朗克溫度，由於我們還沒有完備的量子引力理論，現在的物理學理論在這種情況下將會失效。

## 參閱
- 普朗克常數
- 普朗克單位
- 絕對零度

## 外部連結
- NIST參考資料─普朗克溫度 （页面存档备份，存于）